# Brandon Wagner
Brandon Wagner (* 4. März 1987 in Lafayette, Indiana) ist ein US-amerikanischer Automobilrennfahrer. Er trat von 2008 bis 2012 zu einigen Rennen der Indy Lights an.

## Karriere
Wagner begann seine Motorsportkarriere 1999 im Kartsport und war bis 2003 in dieser Sportart aktiv. 2004 wechselte er in den Midget-Car-Sport und startete bis 2011 in der US-amerikanischen Midget-Serie.
2008 finanzierte ihm seine Familie die Teilnahme am Saisonfinale der Indy Lights. In der Gesamtwertung belegte er den 37. Platz 2009 erhielt Wagner ein Cockpit bei Davey Hamilton Racing und absolvierte 7 von 15 Saisonrennen. Seine besten Platzierungen waren zwei elfte Plätze und er beendete die Saison auf dem 24. Platz in der Gesamtwertung. 2010 blieb er bei Davey Hamilton Racing und wurde bei den fünf Ovalrennen der Saison eingesetzt. Nach zwei achten Plätzen gewann er beim Saisonfinale in Homestead sein erstes Rennen in der Indy Lights. Es war zudem der erste Sieg seines Teams. In der Gesamtwertung verbesserte er sich auf den 13. Platz. 2011 nahm Wagner erneut an den Ovalrennen der Indy Lights teil. Drei Rennen trat er für Davey Hamilton Racing und drei Rennen für das Team Moore Racing an. Ein vierter Platz war seine beste Platzierung. Am Ende der Saison lag er auf dem 15. Gesamtrang. 2012 ging Wagner für das Team E zu einem Indy-Lights-Rennen an den Start.

## Karrierestationen
| - 1999–2003: Kartsport - 2004–2011: Midgets - 2008: Indy Lights (Platz 37) | - 2009: Indy Lights (Platz 24) - 2010: Indy Lights (Platz 13) - 2011: Indy Lights (Platz 15) | - 2012: Indy Lights (Platz 28) |